# 60 најлепших народних песама (ТВ емисија)
60 најлепших народних песама је музичко-забавна емисија, емитована на Првом програму РТС-а од октобра 2017. до јуна 2018. године недељом у 17 часова, а поводом 60 година Радио-телевизије Србије. У истом периоду, суботом од 14 часова на Првом програму Радио Београда емитована је радијска емисија 60 најлепших народних песама. Изабране песме изведене су 24. августа 2018. на свечаном концерту, на Стадиону Ташмајдан.

## О емисији
Поводом шездесет година свог постојања, Радио-телевизија Србије је 08. октобра 2017. године покренула пројекат - телевизијску и радијску емисију 60 најлепших народних песама. Стручни савет пројекта је, уважавајући предлоге гледалаца, направио листу од преко пет стотина песама, за које су гледаоци на више начина могли да гласају и изаберу шездесет најбољих. Свих 500 песама су жанровски разноврсне: романсе, изворне песме из свих крајева Србије и окружења, севдалинке, тамбурашке, трубачке, кафанске, скадарлијске, ромске и песме других националних мањина, као и новији фолк хитови...
Током тридесет две емисије, познати певачи народне, али и забавне музике, затим оперски певачи, глумци и друге јавне личности су уживо изводили песме, а уз пратњу Народног оркестра РТС-а и Народног ансамбла РТС-а, као и гостујућих оркестара попут Великог тамбурашког оркестра Радио-телевизије Војводине, трубачких оркестара, културно-уметничких друштава, плесних група...
Емисија се приказивала на Првом програму Радио-телевизије Србије недељом у 17 часова, а водили су је Милан Поповић и Бојана Марковић. Радијска емисија емитована је на Радио Београду 1 суботом од 14 до 15 часова, а водио је Ненад Камиџорац.

## Гласање за 60 најлепших народних песама
Гласање за избор шездесет најлепших народних песама трајало од је 5. марта до 8. јуна 2018. године. Гласање је било могуће на више начина — путем јутјуба (означавањем песама, тј. "лајковањем"), путем телефона током радијске емисије, писмима (са десет назива песама), гласањем на сајту отвореном поводом избора шездесет народних песама, а од 7. маја гласање је било могуће и на шалтерима Пошта Србије. Укупно је пристигло близу 260.000 гласова.

## Листа изабраних песама
| #   | Песма                             | Првобитни извођач(и)          | Извођач(и) у емисији                            | Број гласова |
| --- | --------------------------------- | ----------------------------- | ----------------------------------------------- | ------------ |
| 1.  | Ружо румена                       | Драган Јовановић              | —                                               | 3.723        |
| 2.  | Пукни зоро                        | Милош Радовановић             | —                                               | 3.371        |
| 3.  | Видовдан                          | Гордана Лазаревић             | —                                               | 2.075        |
| 4.  | Кад би знао како чезнем           | Драгана Мирковић              | —                                               | 1.901        |
| 5.  | Јаничар                           | Предраг Гојковић Цуне         | Чеда Марковић                                   | 1.865        |
| 6.  | На растанку                       | Бора Спужић Квака             | Шабан Шаулић                                    | 1.848        |
| 7.  | Разгранала грана јоргована        | непознат                      | Ранко Шемић                                     | 1.844        |
| 8.  | Ја без тебе не могу да живом      | Халид Бешлић                  | —                                               | 1.807        |
| 9.  | Волео сам девојку из града        | Мирослав Илић                 | —                                               | 1.796        |
| 10. | Еј, кад сам синоћ пошла из дућана | непознат                      | Зорана Иђушки                                   | 1.665        |
| 11. | Обраше се виногради               | Радмила Димић                 | Даница Крстић и Сања Вучић                      | 1.582        |
| 12. | Иванова Корита                    | Мерима Његомир                | —                                               | 1.506        |
| 13. | Удаде се, Јагодо                  | непознат                      | Чеда Марковић                                   | 1.498        |
| 14. | Жал                               | Шабан Шаулић                  | —                                               | 1.486        |
| 15. | Дођи да остаримо заједно          | Шабан Шаулић                  | Александар Тирнанић и Јован Михаљица            | 1.463        |
| 16. | Љубав ми срце мори                | Предраг Гојковић Цуне         | Мирослав Илић, Маринко Роквић и Радиша Урошевић | 1.436        |
| 17. | Еј, драги, драги                  | Јордан Николић                | Драгица Радосављевић Цакана                     | 1.394        |
| 18. | Рече чича да ме жени              | непознат                      | Гледанице и Ратислав Благојевић                 | 1.372        |
| 19. | Добро јутро, Шумадијо             | Гордана Стојићевић            | Јелена Броћић                                   | 1.331        |
| 20. | Верујем у љубав                   | Шабан Шаулић                  | —                                               | 1.307        |
| 21. | Анђелија                          | Миланче Радосављевић          | —                                               | 1.282        |
| 22. | Свирајте ноћас само за њу         | Тома Здравковић               | Давор Јовановић                                 | 1.281        |
| 23. | Воли ме данас више него јуче      | Митар Мирић                   | —                                               | 1.272        |
| 24. | Крчма у планини                   | Недељко Билкић                | —                                               | 1.256        |
| 25. | Стани, стани, Ибар водо           | Драгиша Недовић               | Маринко Роквић и Радиша Урошевић                | 1.245        |
| 26. | Још те нешто чини изузетном       | Мирослав Илић                 | —                                               | 1.242        |
| 27. | Слике у оку                       | Љубиша Стојановић Луис        | Стефан Петрушић                                 | 1.231        |
| 28. | Ајде, Јано                        | Мара Ђорђевић                 | Биљана Јевтић                                   | 1.204        |
| 29. | У лијепом, старом граду Вишеграду | Драгиша Недовић               | Мирослав Илић, Маринко Роквић и Радиша Урошевић | 1.203        |
| 30. | Очи једне жене                    | Предраг Живковић Тозовац      | Дарко Лазић                                     | 1.183        |
| 31. | Цојле, Манојле                    | Софка Николић                 | Снежана Ђуришић                                 | 1.174        |
| 32. | Питају ме у мом крају             | Драгана Мирковић              | —                                               | 1.167        |
| 33. | Два смо света различита           | Тома Здравковић               | Стеван Анђелковић                               | 1.159        |
| 34. | Кад замиришу јорговани            | Весна Змијанац и Дино Мерлин  | Весна Змијанац и Аца Лукас                      | 1.154        |
| 35. | Мито, бекријо                     | Василија Радојчић             | Ана Бекута                                      | 1.154        |
| 36. | Само једном срце луди             | Предраг Гојковић Цуне         | Александар Тирнанић                             | 1.145        |
| 37. | Зајди, зајди                      | Александар Сариевски          | Мерима Његомир                                  | 1.136        |
| 38. | Ко те има, тај те нема            | Звонко Богдан                 | —                                               | 1.124        |
| 39. | Јесен у мом сокаку                | Предраг Живковић Тозовац      | Александар Аца Илић                             | 1.119        |
| 40. | Куде си пошла, Цвето              | Мерима Његомир и Душан Костић | Даница Крстић и Давор Јовановић                 | 1.119        |
| 41. | А што ћемо љубав крити            | непознат                      | Никола Роквић                                   | 1.101        |
| 42. | Нишка Бања                        | Оливера Катарина              | Сања Вучић                                      | 1.099        |
| 43. | Виолино, не свирај                | Предраг Живковић Тозовац      | Беки Бекић                                      | 1.088        |
| 44. | Како си, мајко, како си, оче      | Шабан Шаулић                  | —                                               | 1.077        |
| 45. | Мој Милане, јабуко са гране       | Драгана Мирковић              | —                                               | 1.076        |
| 46. | Поломићу чаше од кристала         | Мирослав Илић                 | —                                               | 1.064        |
| 47. | А ти се нећеш вратити             | Звонко Богдан                 | —                                               | 1.051        |
| 48. | Јовано, Јованке                   | непознат                      | Тијана Дапчевић                                 | 1.049        |
| 49. | Рашири руке, о, мајко стара       | Будимир Буца Јовановић        | Саша Матић                                      | 1.049        |
| 50. | Загрли ме и опрости ми            | Гордана Стојићевић            | Јелена Томашевић                                | 1.048        |
| 51. | Не клепећи нанулама               | Неџад Салковић                | —                                               | 1.047        |
| 52. | Весељак                           | Ана Бекута                    | —                                               | 1.045        |
| 53. | Ђурђевдан                         | Бијело дугме                  | Драган Којић Кеба                               | 1.045        |
| 54. | Ноћас ми срце пати                | Силвана Арменулић             | Тијана Дапчевић                                 | 1.043        |
| 55. | Одакле си, селе                   | Снежана Ђуришић               | —                                               | 1.041        |
| 56. | И кад ме сви забораве             | Маринко Роквић                | —                                               | 1.039        |
| 57. | Остала је песма моја              | Вида Павловић                 | Снежана Ђуришић                                 | 1.039        |
| 58. | Због тебе, моме убава             | Станиша Стошић                | Милан Топаловић Топалко                         | 1.033        |
| 59. | Играле се делије                  | непознат                      | Радиша Урошевић                                 | 1.033        |
| 60. | Од извора два путића              | Лепа Лукић                    | —                                               | 1.031        |

## Концерт
Неке од најлепших народних песама изведене су на свечаном концерту поводом шездесет година телевизије, 24. августа 2018. године на Стадиону Ташмајдан. Концерт је отвореном наступом националног ансамбла Коло, а потом су песму Рече чича да ме жени извели Хор РТС-а и Народни оркестар РТС-а. Уследили су наступи вокалних солиста који су, у пратњи Народног оркестра РТС, Народног ансамбла РТС, Великог тамбурашког оркестра РТВ и Трубачког оркестра Бојана Крстића, изводили изабране песме. На концерту су наступили: Драган Јовановић, Звонко Богдан, Лепа Лукић, Мерима Његомир, Снежана Ђуришић, Ана Бекута, Харис Џиновић, Неџад Салковић, Радиша Урошевић, Беки Бекић, Јелена Томашевић, Драгица Радосављевић Цакана, Митар Мирић, Чеда Марковић, Гордана Лазаревић, Биљана Јевтић, Славко Бањац, Александар Илић, Јелена Броћић, Даница Крстић, Стефан Петрушић, Стеван Анђелковић, Милан Топаловић Топалко, Милош Радовановић, Александар Тирнанић и Иван Куртић.
На концерту је Предрагу Живковићу Тозовцу уручен Златни микрофон Радио Београда, као признање за вишегодишњи рад, стваралаштво и допринос квалитету и слушаности програма. Један део концерта представљао је омаж великану народне музике Предрагу Гојковићу Цунету.